# Hermann von Wedderkop
Hermann von Wedderkop (parfois Hans ou Harro von Wedderkop ; 29 novembre 1875 - 1956) est un écrivain et traducteur allemand.

## Biographie
Le père de Wedderkop, Magnus von Wedderkop (de), est juge en chef et chambellan dans le grand-duché d'Oldenbourg. Sa mère est Elisabeth Post (morte en 1895), une arrière-petite-fille du maire de Brême Liborius Diederich Post (de). En référence à son grand-père Albert Hermann von Post (de), il porte également le nom de code « Hermann Albert Post », enregistré par la Chambre de la littérature du Reich. Dès l'âge de quatre ans, von Wedderkop joue du piano. 
Il fut le rédacteur en chef (1921-1924) puis directeur éditorial (1924-1931) de la revue Der Querschnitt  fondée par le galeriste Alfred Flechtheim qu'il avait rencontré à Paris en 1907.
En 1931, il quitte l'Allemagne pour vivre principalement en Italie, puis, à partir de 1938 en Suisse. 
Il a publié une quinzaine d'essais dont trois études sur Paul Klee, Marie Laurencin et Paul Cézanne.